# Alsótopa
Alsótopa (románul Topa de Jos) falu Romániában, a Partiumban, Bihar megyében.

## Fekvése
A Király-erdő alatt, Nagyváradtól délkeletre, a Fekete-Körösbe ömlő Topa patak völgyében fekvő település.

## Története
A települést 1326-ban locus Tupatheluk, Tupatheluke néven említette először oklevél. 1508-ban Alsotopa, 1808-ban Topa (Alsó-), 1851-ben  Alsó-Topa, 1913-ban Alsótopa néven írták. Alsótopa egykor Csékéhez tartozó Thelegdy-birtok volt. A török idők alatt elpusztult, 1715 után románokkal telepítették be és kincstári birtok lett, de 1848 előtt Verner Jakab is birtokos volt itt. 1851-ben Fényes Elek írta a településről: „Alsó-Topa, Bihar vármegyében, igen hegyes vidéken, 220 óhitü lakossal, anyatemplommal. Folyója a Ró patak, birja Verner László.”
1910-ben 505 lakosából 495 román, 10 magyar volt. Ebből 489 görögkeleti ortodox, 6 görögkatolikus, 5 izraelita volt. A trianoni békeszerződés előtt Bihar vármegye Magyarcsékei járásához tartozott. Alsótopa lakosai között még a 20. század elején is sok ács, kerékgyártó, kovács és pintér volt. A 2002-es népszámláláskor 230 lakosa mind román nemzetiségű volt.

## Nevezetességek
- Görögkeleti ortodox temploma 1756-ban épült.